# Semjon Vladimirovič Djatlov
Semjon Vladimirovič Djatlov (rusko Семён Владимирович Дятлов, angleško Semyon Dyatlov), rusko-ameriški matematik, * 1987.
Djatlov je diplomiral leta 2008 iz matematike na Državni univerzi v Novosibirsku. Doktoriral je leta 2013 na Univerzi Kalifornije v Berkeleyju pod mentorstvom Zworskega z disertacijo Resonance v splošni teoriji relativnosti (Resonances in general relativity). Deluje na področju kvantnega kaosa, teorije dinamičnih sistemov, teorije sipanja in splošne teorije relativnosti. Dve glavni uporabi njegovega dela obravnavata razpad valovanja v prostorih-časih črnih lukenj in razpad korelacij za tokove Anosova in aksioma A.